# ويليام فوستر (لاعب كريكت)
ويليام فوستر (8 يونيو 1859 في المملكة المتحدة - 1 نوفمبر 1944 في المملكة المتحدة) (بالإنجليزية: William Foster)‏ هو لاعب كريكت بريطاني (وحمل سابقاً جنسية المملكة المتحدة لبريطانيا العظمى وأيرلندا). لعب مع نادي مقاطعة نوتنغهامشير للكريكت ‏.

## وصلات خارجية
- ويليام فوستر على موقع إي آس بي آن كريك إنفو (الإنجليزية)